# Jo Hye-jeong
Jo Hye-jeong (kor. 조 혜정, ur. 5 marca 1953 w Pusan, zm. 30 października 2024 w Seulu) – południowokoreańska siatkarka, medalistka igrzysk olimpijskich, mistrzostw świata, pucharu świata i igrzysk azjatyckich.

## Życiorys
Jo jako zawodniczka reprezentacji Korei Południowej zdobyła srebrne medale igrzysk azjatyckich w 1970 w Bangkoku i 1974 w Teheranie. Podczas mistrzostw świata 1974 w Meksyku stanęła na najniższym stopniu podium. Wystąpiła na igrzyskach olimpijskich 1972 organizowanych w Monachium. Zagrała we wszystkich meczach turnieju, w tym w przegranym meczu o trzecie miejsce z reprezentacją Korei Północnej. Uczestniczyła także w kolejnych igrzyskach, w Montrealu. Wystąpiła we wszystkich trzech meczach fazy grupowej, meczu półfinałowym oraz wygranym pojedynku o brązowy medal z Węgierkami. W 1977 była w składzie reprezentacji Korei Południowej, która zdobyła brąz w Pucharze Świata w Japonii. Jo niosła flagę olimpijską podczas ceremonii otwarcia letnich igrzysk olimpijskie 1988 w Seulu.
30 października 2024 zmarła w Seulu, z powodu raka trzustki.